# Ginnastica ai Giochi della XXX Olimpiade - Concorso individuale femminile
Il concorso generale individuale femminile ai Giochi della XXX Olimpiade si è svolto alla North Greenwich Arena di Londra, Inghilterra il 2 agosto 2012. Le migliori 24 ginnaste che competono in questa gara vengono scelte durante la fase di qualificazione, dove vengono anche scelte le migliori 8 ginnaste di ogni attrezzo che parteciperanno nelle finali di specialità. A causa della regola "two per country", solo due ginnaste migliori di ogni nazione possono partecipare alla finale all-around.
Grande esclusa dell'evento è Jordyn Wieber, campionessa mondiale del 2011 e quarta classificata olimpica, che proprio a causa della regola "due per paese" è impossibilitata a partecipare.

## Vincitrici
| Oro                           | Argento                 | Bronzo                 |
| Gabrielle Douglas Stati Uniti | Viktorija Komova Russia | Alija Mustafina Russia |

## Classifica
| Pos.    | Ginnasta            | Nazione     | Attrezzo  | Attrezzo  | Attrezzo | Attrezzo     | Totale |
| Pos.    | Ginnasta            | Nazione     | Volteggio | Parallele | Trave    | Corpo libero | Totale |
| ------- | ------------------- | ----------- | --------- | --------- | -------- | ------------ | ------ |
| Oro     | Gabrielle Douglas   | Stati Uniti | 15.966    | 15.733    | 15.500   | 15.033       | 62.232 |
| Argento | Viktorija Komova    | Russia      | 15.466    | 15.966    | 15.441   | 15.100       | 61.973 |
| Bronzo  | Alija Mustafina     | Russia      | 15.233    | 16.100    | 13.633   | 14.600       | 59.566 |
| 4       | Alexandra Raisman   | Stati Uniti | 15.900    | 14.333    | 14.200   | 15.133       | 59.566 |
| 5       | Sandra Izbașa       | Romania     | 15.333    | 13.900    | 14.400   | 15.200       | 58.833 |
| 6       | Deng Linlin         | Cina        | 14.900    | 14.266    | 15.300   | 13.933       | 58.399 |
| 7       | Qiushuang Huang     | Cina        | 14.916    | 15.133    | 14.133   | 13.933       | 58.115 |
| 8       | Vanessa Ferrari     | Italia      | 14.600    | 14.033    | 14.500   | 14.866       | 57.999 |
| 9       | Larisa Iordache     | Romania     | 14.933    | 14.233    | 14.966   | 13.833       | 57.965 |
| 10      | Elisabeth Seitz     | Germania    | 14.766    | 15.166    | 13.800   | 13.633       | 57.365 |
| 11      | Asuka Teramoto      | Giappone    | 14.766    | 14.300    | 14.300   | 13.966       | 57.332 |
| 12      | Celine van Gerner   | Paesi Bassi | 14.133    | 14.966    | 14.133   | 14.000       | 57.232 |
| 13      | Rebecca Tunney      | Regno Unito | 14.866    | 15.000    | 13.133   | 13.933       | 56.932 |
| 14      | Giulia Steingruber  | Svizzera    | 15.116    | 13.600    | 14.166   | 13.266       | 56.148 |
| 15      | Emily Little        | Australia   | 14.866    | 13.933    | 13.666   | 13.300       | 55.765 |
| 16      | Rie Tanaka          | Giappone    | 14.166    | 14.500    | 13.700   | 13.266       | 55.632 |
| 17      | Dominique Pegg      | Canada      | 14.566    | 13.800    | 13.166   | 14.033       | 55.565 |
| 18      | Jessica Lopez       | Venezuela   | 14.800    | 13.900    | 13.000   | 13.800       | 55.500 |
| 19      | Marta Pihan-Kulesza | Polonia     | 13.933    | 14.333    | 12.933   | 14.266       | 55.465 |
| 20      | Ashleigh Brennan    | Australia   | 13.233    | 13.533    | 14.400   | 14.166       | 55.332 |
| 21      | Carlotta Ferlito    | Italia      | 14.166    | 13.433    | 14.766   | 12.733       | 55.098 |
| 22      | Ana Sofía Gómez     | Argentina   | 14.633    | 13.733    | 13.133   | 13.400       | 54.899 |
| 23      | Aurelie Malaussena  | Francia     | 13.800    | 12.800    | 12.066   | 11.500       | 50.166 |
| 24      | Hannah Whelan       | Regno Unito | 0.000     | 14.166    | 13.700   | 14.133       | 41.999 |